# 178-й истребительный авиационный полк ПВО
178-й истребительный авиационный полк ПВО (178-й иап ПВО) — воинская часть истребительной авиации ПВО, принимавшая участие в боевых действиях Великой Отечественной войны.

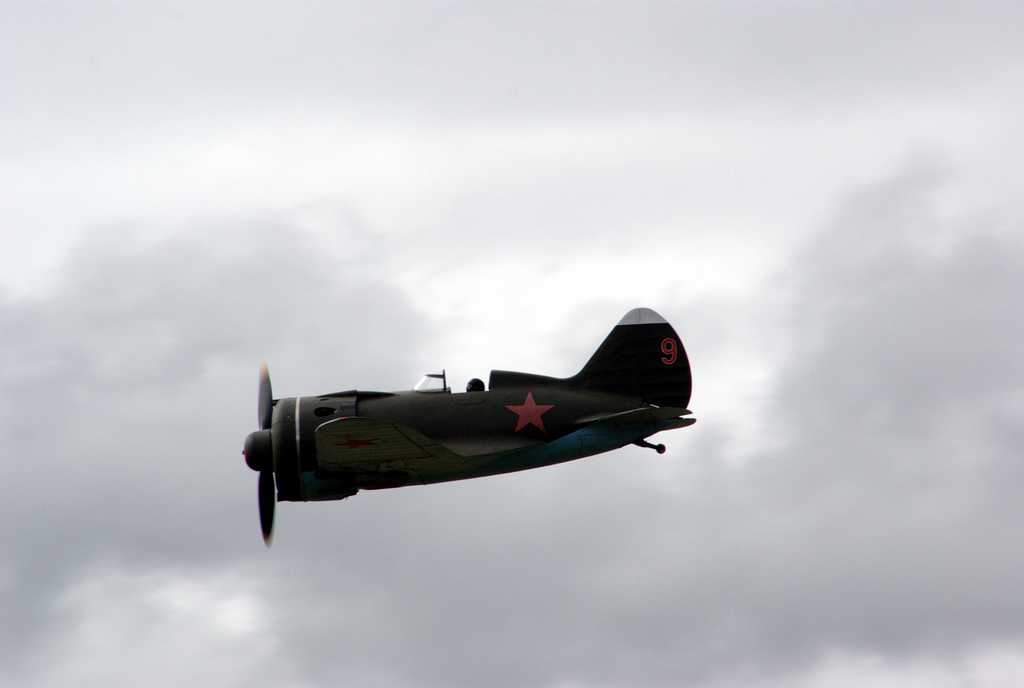
Самолёт И-16. На таких самолётах полк защищал небо Москвы с 1941 по 1945 годы

## Наименования полка
- 178-й истребительный авиационный полк[1];
- 178-й истребительный авиационный полк ПВО[1][2];
- Войсковая часть (полевая почта) 10278[1][2].

## История и боевой путь полка
178-й истребительный авиационный полк сформирован в период с мая по июль 1941 года в ВВС Московского военного округа на аэродроме города Кострома, позже на аэродромах Липицы и Серпухов по штату 015/134 на самолётах ЛаГГ-3 и И-16. 8 июля 1941 года полк в составе 6-го истребительного авиакорпуса ПВО Московской зоны
ПВО вступил в боевые действия против фашистской Германии и её союзников на самолётах ЛаГГ-3 и И-16. Осуществлял прикрытие города и военных объектов Москвы с воздуха, помимо выполнения задач ПВО, вылетал на прикрытие наземных войск, штурмовку войск противника, действуя в интересах командования фронтов.
12 октября 1941 года одержана первая известная воздушная победа полка в Отечественной войне: младший лейтенант Мухамедзянов Д. Н., пилотируя ЛаГГ-3, в воздушном бою в районе г. Малоярославец сбил немецкий бомбардировщик Junkers Ju 88.
Аэродром базирования полка в пойме Оки, недалеко от села Липицы, располагался в 8 км юго-восточнее города Серпухов. В октябре 1941 года линия фронта приблизилась вплотную к городу Серпухов. На серпуховском направлении немецко-фашистские войска вели наступление в составе: 13-го армейского корпуса, 4-й полевой армии и моторизованных частей 2-й танковой группы Гудериана. Оборонительные позиции к западу от Серпухова занимала 49-я армия Западного фронта под командованием генерал-лейтенанта Захаркина. Непосредственно Серпухов защищала 60-я стрелковая дивизия, состоявшая из ополченцев Ленинского района Москвы. С 25 октября 1941 года 5-я гвардейская стрелковая дивизия на подступах к Серпухову заняла рубеж обороны Верхнее-Шахлово-Новинки-Калиново. 29 октября части дивизии остановили противника на рубеже 14 километров западнее Серпухова, восточнее Тарусы, западная окраина Алексина. Части 194-й стрелковой дивизии держали оборону по рубежу Боровна-Кременки-Дракино. Утром 17 декабря 1941 части дивизии перешли в наступление с задачей прорвать оборону по правому берегу реки Протвы, на участке Кременки-Дракино. К 25 декабря 1941 года дивизия прорвала восьмикилометровую оборонительную полосу противника. Воздушное прикрытие осуществляли лётчики 178-го истребительного авиационного полка. Авиаполк выполнял боевую задачу в зоне ответственности Южного сектора Московской зоны ПВО, которым командовал заместитель командира корпуса полковник Трифонов Н. К..
Лётчиками полка было выполнено 1695 боевых вылетов, проведено 59 воздушных боёв, сбито 22 самолёта противника, уничтожено 19 зенитных орудий. Командир полка подполковник Раков Роман Иванович лично 65 раз вылетал на боевые задания. После войны его именем названа одна из улиц Серпухова.
5 апреля 1942 года вместе с 6-м истребительным авиакорпусом ПВО полк вошёл в состав войск Московского фронта ПВО, а 29 мая полк в полном составе перебазировался с аэродрома Волосово на аэродром Липицы..
В апреле 1943 года полк начал получать на вооружение самолёты Ла-5. 9 июня 1943 года в связи с преобразованием 6-го истребительного авиакорпуса ПВО в 1-ю воздушную истребительную армию Московского фронта ПВО полк вошёл во вновь сформированную в составе этого объединения 319-ю истребительную авиадивизию ПВО. 4 июля 1943 года Московский фронт ПВО преобразован в Особую Московскую армию ПВО в составе Западного фронта ПВО. 1 октября 1943 года полк исключён из действующей армии. В апреле 1945 года полк начал перевооружаться на английские истребители «Спитфайр»-IX.

### Итоги боевой деятельности полка в Великой Отечественной войне
Всего за годы войны полком:
- Совершено боевых вылетов — 4183

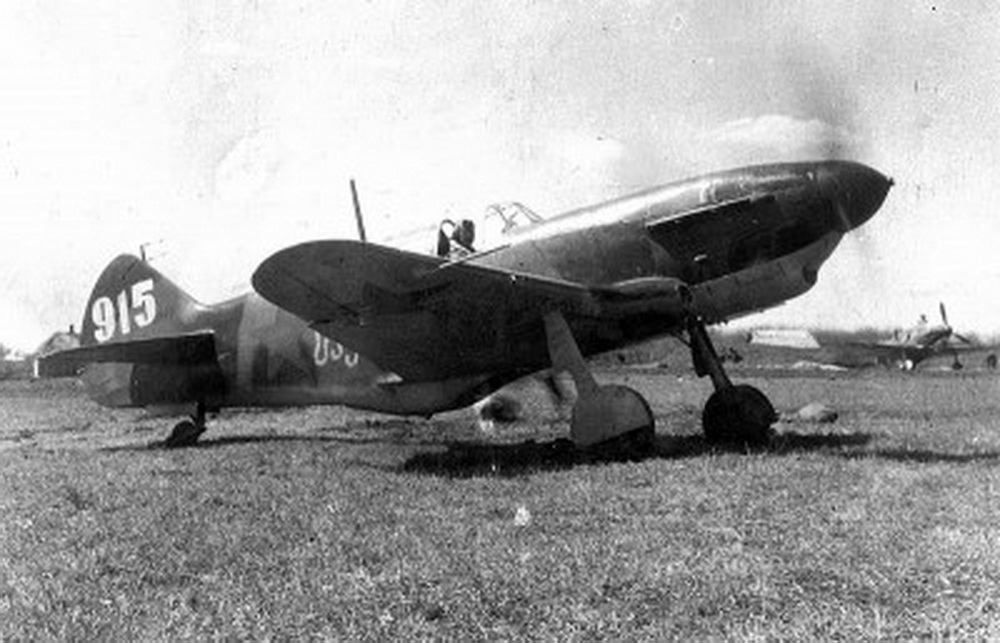
Самолёт ЛаГГ-3. На таких самолётах полк защищал небо Москвы с 1941 по 1945 годы

- Сбито самолётов противника — 40, из них:
  - бомбардировщиков — 32
  - истребителей — 2
  - разведчиков — 6
- Свои потери:
  - лётчиков — 11 (боевые — 9, небоевые — 2)
  - самолётов — 29 (боевые — 16, небоевые — 13)

## Командир полка
- майор Раков Роман Иванович (погиб), 06.1941 — 03.01.1942
- майор Смирнов Иван Васильевич, 01.1942 — 09.1943
- майор Шокун Андрей Никитович, 10.1943 — 31.12.1945

## Послевоенная история полка
С 1 октября 1948 года полк включён в состав сформированной 97-й иад ПВО 19-й ВИА ПВО с дислокацией на аэродроме Орешково в городе Калуга. В декабре 1951 года полк выведен из состава 97-й иад ПВО, убывшей в КНР. В апреле 1952 года вошёл в состав 324-й иад, прибывшей из КНР, 78-й иак ПВО 52-й ВИА ПВО. В марте 1958 года передан из расформированной 324-й иад ПВО в 15-ю гвардейскую иад ПВО (директива ГШ ВС СССР № орг/6/23295 от 06.03.1958) с перебазированием на аэродром Курск. 13 апреля 1961 года полк расформирован.

## Отличившиеся воины
- Григорьев Герасим Афанасьевич, капитан, заместитель командира эскадрильи 178-го истребительного авиаиционного полка 6-го истребительного авиационного корпуса ПВО Указом Президиума Верховного Совета СССР от 4 февраля 1943 года удостоен звания Герой Советского Союза. Золотая Звезда № 791.